# Acalolepta whiteheadi
Acalolepta whiteheadi là một loài bọ cánh cứng trong họ Cerambycidae.